# دازوو
دازوو (به لهستانی:  Dadzewo) یک روستا در لهستان است که در گمینا پولانوو واقع شده‌است. دازوو ۱۹۰ نفر جمعیت دارد.